# 猛獅24.350
猛獅24.350（英語：MAN 24.350）是一款德國猛獅車廠出產的低地台雙層巴士，此車型的城市版本主要為香港市場而開發，只為香港的城巴製造了一輛樣辦車；這輛全球唯一的猛獅24.350於1997年10月運抵香港交付城巴使用，經過十餘年行駛後，此車因為缺乏零件而不作修復，於2015年4月17日退役。猛獅車廠推出猛獅24.350後，不久便以24.350型為基礎，修改為猛獅24.310，直至2016年初，猛獅24.310型仍服務於九龍巴士的車隊。

## 概要

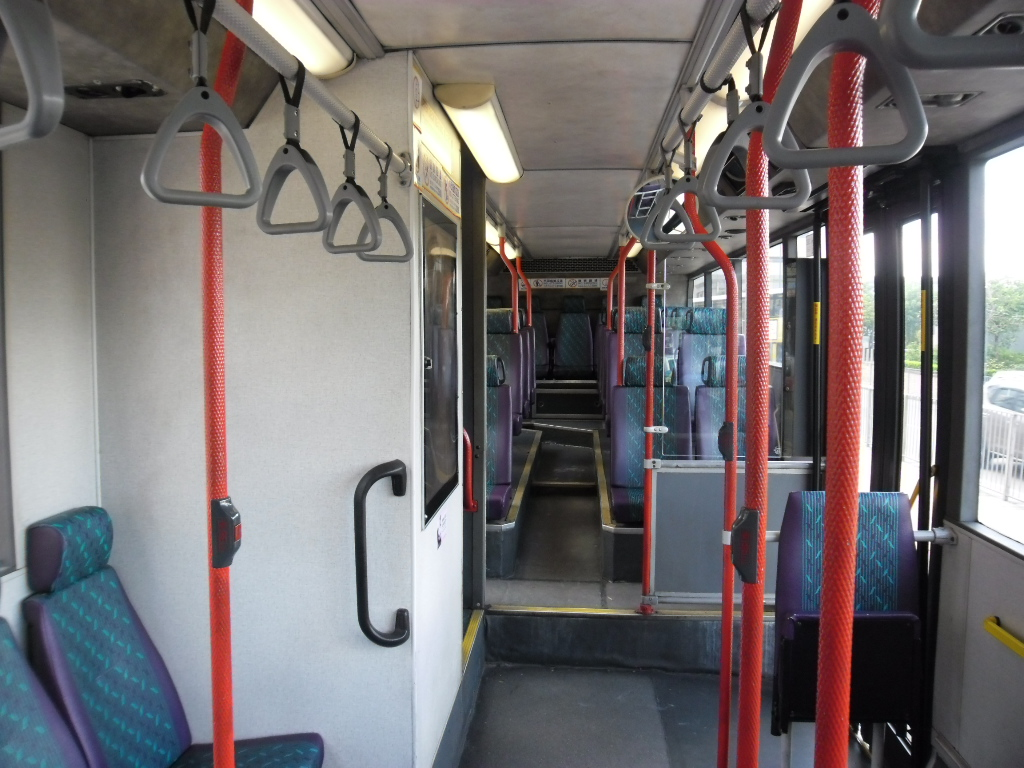
猛獅24.350（車隊編號2500）的下層車廂，在落車門位置以後的通道設有一階梯級

猛獅24.350是德國猛獅設計的三軸巴士底盤，採用德國巴士底盤的典型設計，引擎縱置於車尾，以中軸作為驅動軸，底盤的長度是12米。
猛獅24.350採用德國猛獅自家出產的D2866LOH型12公升柴油引擎，引擎輸出達350匹，符合歐盟二期排放規格，其輸出馬力比同樣在1997年推出的丹尼士三叉戟三型，所配用的康明斯M11型引擎的305匹還要超出不少。傳動系統採用德國ZF的5HP600全自動波箱，並驅動巴士的中軸。由於採用高出力的引擎，猛獅24.350的爬斜及加速性能比同時期的丹尼士三叉戟型還要出色。
猛獅24.350的底盤前半部設計保持低平以符合低地台的要求，但中段以後則因為要收藏底盤的機電組件而須要提高地台的高度，所以在車身中段下車門以後地台通道設有一階梯級，乘客須要踏高一級才可以走到下層車廂的後半部，但升高的地台卻可以令下層輪拱上的座位全都面向前方。交付城巴的猛獅24.350選用澳洲Volgren提供CR221LD雙層巴士車身，其後荷蘭的Berkhof也為此系列巴士的猛獅24.310型提供車身。

## 使用情況
城巴於1997年引進了一輛猛獅24.350型低地台雙層巴士，這是繼九龍巴士在1983年引入平治O305後，第二款被香港專利巴士公司選用的德國雙層巴士。此車於1997年10月經海路運抵香港，這輛巴士是全球唯一的猛獅24.350型雙層巴士，登記車牌HN1013，獲編配車隊編號2500，經過測試後便投入載客服務。此車一直行駛於港島區的路線，初期主要服務於8X，後來也行駛於5B及789等路線。此車在2008年進行翻修，車內的座位原為城巴初期標準的絲絨坐椅，大修後改為與姊妹公司新世界第一巴士類似的仿皮座椅。
城巴試用猛獅24.350後甚為滿意，於是下訂單購買62輛以猛獅24.350為基礎改進的猛獅24.310，引擎輸出調降為310匹。1999年香港政府為保護鐵路公司的投資收益，於是對專營巴士公司實施車輛配額限制，城巴被逼放棄已訂購的猛獅24.310。這批猛獅24.310被城巴放棄時，其中34輛已完成車身組裝，於是猛獅車廠及香港代理商合德汽車便需要尋找新買家接手。當中30輛裝配荷蘭Berkhof車身的猛獅24.310，於2000年由九龍巴士接手購入，另一輛由冠忠巴士購入，還有一輛由猛獅車廠保有用作內部測試，在澳洲裝配Volgren車身的兩輛猛獅24.310後來也獲九龍巴士購入。至於城巴全球獨一的猛獅24.350雙層巴士，於服務中期漸漸遇到維修零件不足的問題而減少出勤，到服役晚期主要不定期行駛788及789線。此車於2015年因為引擎缺乏零件維修而停留在柴灣城巴車廠待修，但同年4月中仍然未能修復，隨後因為城巴訂購的新車陸續運抵香港，加上此車年事已高，已接近專營巴士18年的使用期限，最後被放棄修復及除牌。

## 外部連結
- 香港巴士大典上的相关条目：猛獅24.350
- i-busnet：城巴 - 猛獅雙層巴士 （页面存档备份，存于）
- 香港巴士及鐵路資料中心：城巴猛獅 24.350 （页面存档备份，存于）
- 城巴資料庫：2500